# Tommaso Bai
Tommaso Bai, o Baj, Baij (Crevalcore, prima del 1650 – Roma, 22 dicembre 1714), è stato un compositore e cantore italiano.

## Biografia e Opere
Tommaso Bai nacque a Crevalcore quasi certamente prima del 1650. Il 20 ottobre 1670 fu segnato come contralto nei registri romani della Cappella Giulia. Rimase al servizio di questa istituzione per tutta la vita; iscritto come tenore nei libri contabili dal 1696 al 1713, Bai cantò ininterrottamente per 44 anni, mantenendo il proprio ruolo in Vaticano sotto i maestri Orazio Benevoli, Ercole Bernabei, Antonio Masini e Paolo Lorenzani; fu presente anche in molte altre chiese romane come maestro e cantore straordinario (ossia non in servizio permanente).
Svolse inoltre attività compositiva e il 19 novembre 1713, succedendo a Lorenzani, fu nominato maestro di cappella, incarico che tenne per tredici mesi, sino alla morte.
La fama di Bai è legata a uno dei tre Miserere da lui composti, cantato ogni anno in cappella Sistina per l'ufficio della Settimana Santa assieme al Miserere di Allegri Altre composizioni di Bai sono una Missa super ut re mi fa a 5 voci, alcune messe manoscritte, salmi e circa 20 mottetti.
La musica di Bai segue lo stile tradizionale della scuola polifonica romana, coniugato con elementi che denotano l'epoca più tarda di gestazione musicale.